# Герефорд (Аризона)
Герефорд (англ. Hereford) — невключена територія в окрузі Кочіс, штат Аризона, США. 

## Демографія
У 2010 році на території мешкало приблизно 8460 осіб (у 2000 році — 6537 осіб). 
Чоловіків — 4,122 ;

Жінок — 4,335 .
Медіанний вік жителів: 39.6 років;
по Аризоні: 35.6 років;
Будинків та вілл: 3,568;
орендованих: 379.
Середній розмір домогосподарства: 2.6 осіб; по Аризоні: 2.7 осіб. 

### Доходи
Середній скоригований валовий дохід в 2004 році: $50,481;
по Аризоні: $50,097.
Середня заробітна плата: $41,768;
по Аризоні: $42,146.

### Расова / етнічна приналежність (перепис 2010)
Білих — 5,969.

 Афроамериканців — 130.

 Індіанців — 125.

 азіатів — 79.

 Корінних жителів Гавайських островів та інших островів Тихого океану — 573.

 Інші — 63.

 Відносять себе до 2-х або більше рас — 130.

 Латиноамериканців — 1,952.